# Stele degli avvoltoi

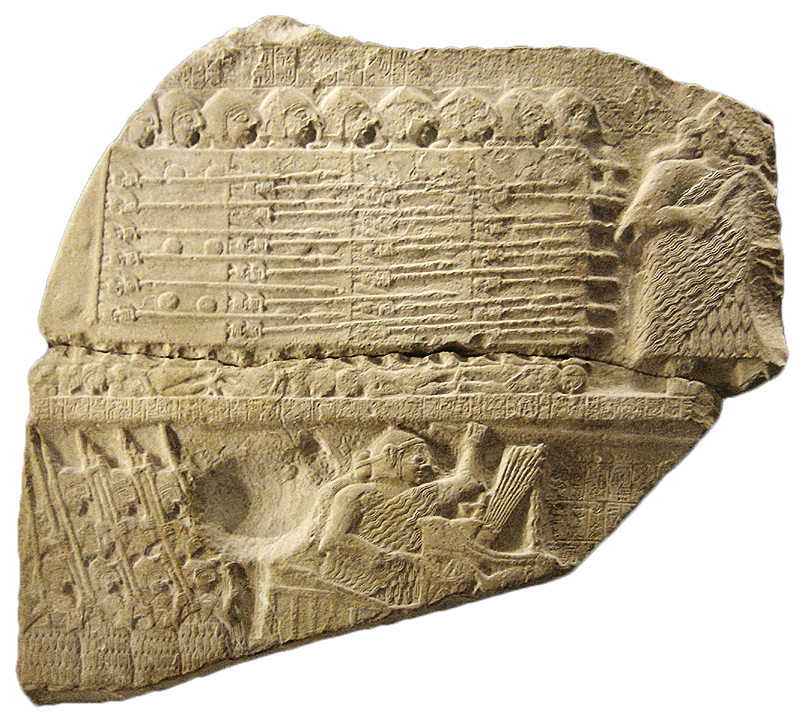
Frammento della Stele degli avvoltoi

La Stele degli avvoltoi è un monumento sumerico del periodo protodinastico III (all'incirca del 2460 a.C.), celebrante una vittoria del sovrano della città-stato di Lagash, Eannatum, sulla sua vicina e rivale Umma.
Essa trae il suo nome dagli avvoltoi che sono raffigurati nella sua parte superiore. La stele è composta di vari registri in cui sono scolpite scene di battaglia assieme a scene religiose-mitologiche. Era costituita da un unico blocco in pietra calcarea di cui sono stati recuperati solo sette frammenti, attualmente esposti presso il Dipartimento delle Antichità Orientali del Museo del Louvre. Questa è la prima stele, storicamente nota, che celebra una vittoria militare e il ruolo bellico del sovrano, e di conseguenza è il primo manufatto artistico noto che raffiguri un fatto storico.

## La scoperta
I primi tre frammenti furono ritrovati durante degli scavi a Telloh (l'antica città santa di Girsu satellite della città stato di Lagash) nel sud dell'Iraq nel 1881 dall'archeologo francese Ernest de Sarzec e poi analizzati, tradotti e pubblicati da Léon Heuzey nel 1884. Altri tre frammenti emersero durante degli scavi nel 1888-1889. Un settimo frammento, che più tardi fu riconosciuto come parte della stele, fu acquistato sul mercato delle antichità dal British Museum nel 1898 e, dopo due rifiuti, definitivamente consegnato al Louvre il 29 dicembre del 1932 al fine di ricostituire la massima parte possibile della stele.

## Descrizione
Il monumento completo, come è stato ricostruito ed esposto al Louvre, è alto 1.80 m, largo 1.30 m, spesso 11 cm, con la cima arrotondata. Era costituito da un unico blocco di calcare con rilievi scolpiti da entrambi i lati.
La stele può essere considerata propria dell'usanza tra la metà e la fine del terzo millennio a.C. in Mesopotamia di celebrare le vittorie militari con monumenti in pietra. Un monumento simile è la Stele della vittoria di Naram-Sin, quarto sovrano dell'Impero accadico.

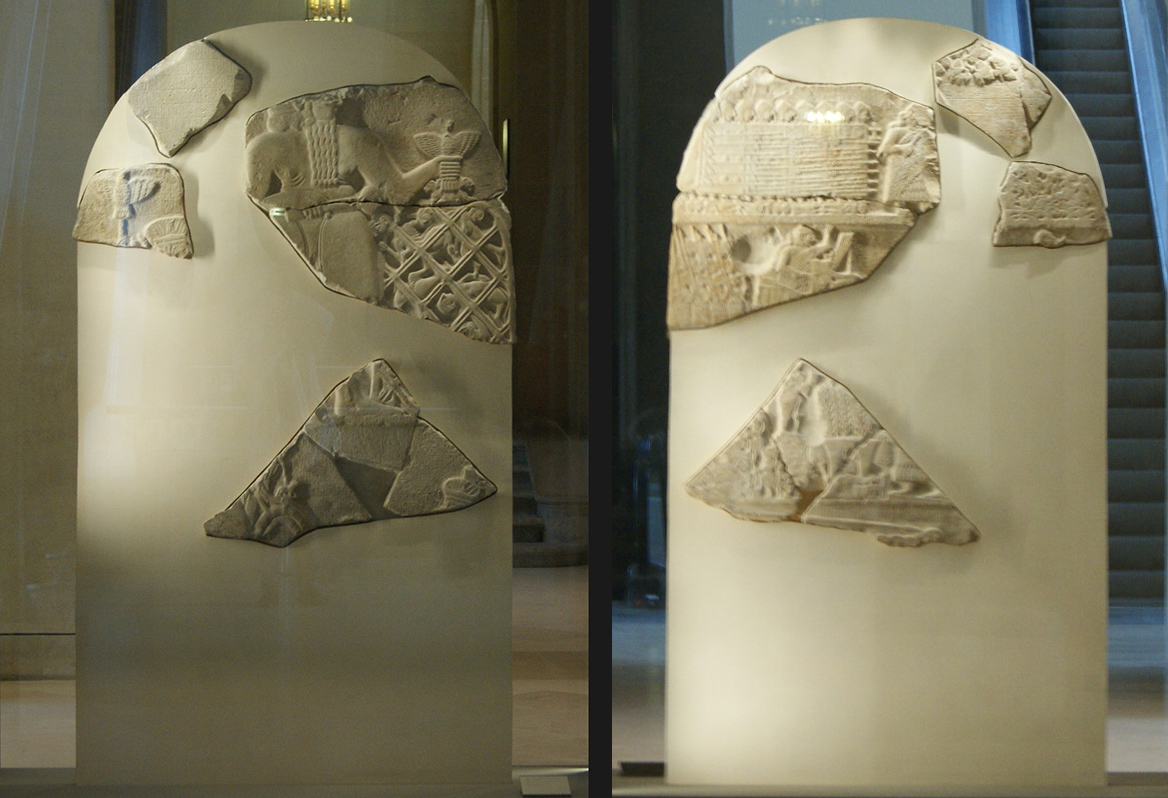
ricostruzione della Stele degli avvoltoi presso il museo del Louvre lato mitologico a sin. e storico a dx

I due lati della stele mostrano distintamente scene differenti e sono stati interpretati come il lato mitologico e il lato storico.

### Lato mitologico
Il lato mitologico è diviso in solo due registri.
Il registro superiore, che occupa i due terzi dell'altezza, mostra una grande figura maschile, identificabile come il dio Ningirsu, che porta nella mano destra uno scettro e nella sinistra l'Anzû, un essere mitologico simile ad un grifone con zampe leonine, simbolo del potere del dio, il quale sostiene, con i suoi artigli, una larga rete che intrappola i corpi nudi di molti uomini. Questi sono i nemici di Lagash, catturati durante la battaglia e offerti a Ningirsu. Quest'ultimo, con la mano destra, colpisce, sulla testa con una mazza, di uno di loro che cerca di uscire dalla rete, probabilmente lo sconfitto re di Umma. Dietro Ningirsu si erge una piccola figura femminile che indossa una fascia per capelli con delle corna e delle stecche protrudenti dalle spalle. Il suo aspetto consente di identificarla come la dea Ninhursag, madre del dio Ningirsu e che gli consegna l'Anzû. Il registro inferiore, più piccolo, sebbene in pessime condizioni, in base a confronti con rappresentazioni contemporanee, potrebbe figurare il dio Ningirsu su una biga probabilmente trainata da animali mitologici, non visibili nel frammento rimasto.

lato mitologico frammenti
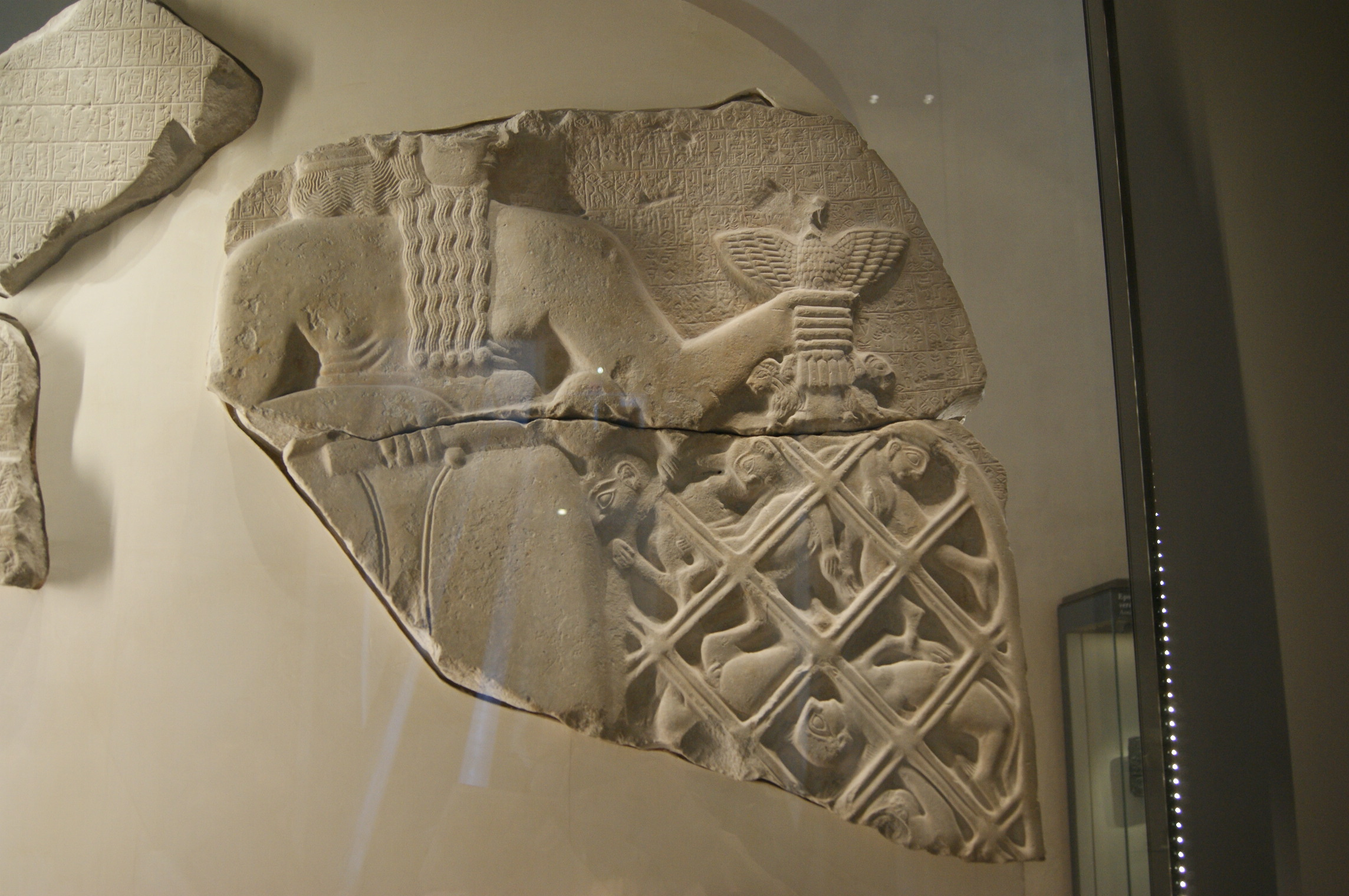
Primo registro con i nemici nella rete da caccia del dio Ningirsu
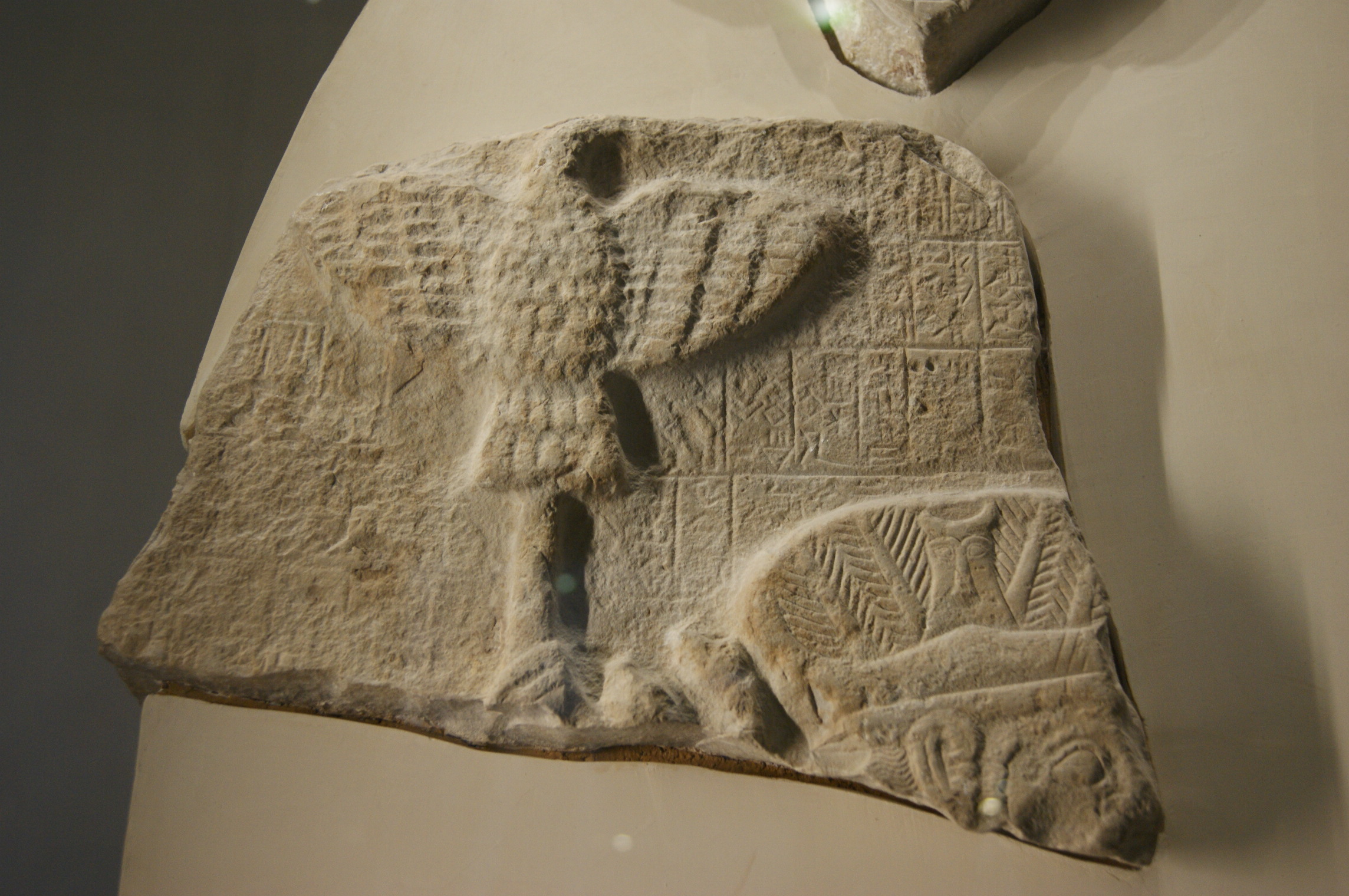
Primo registro con la stendardo dell'Anzû sorretto dalla dea Ninhursag
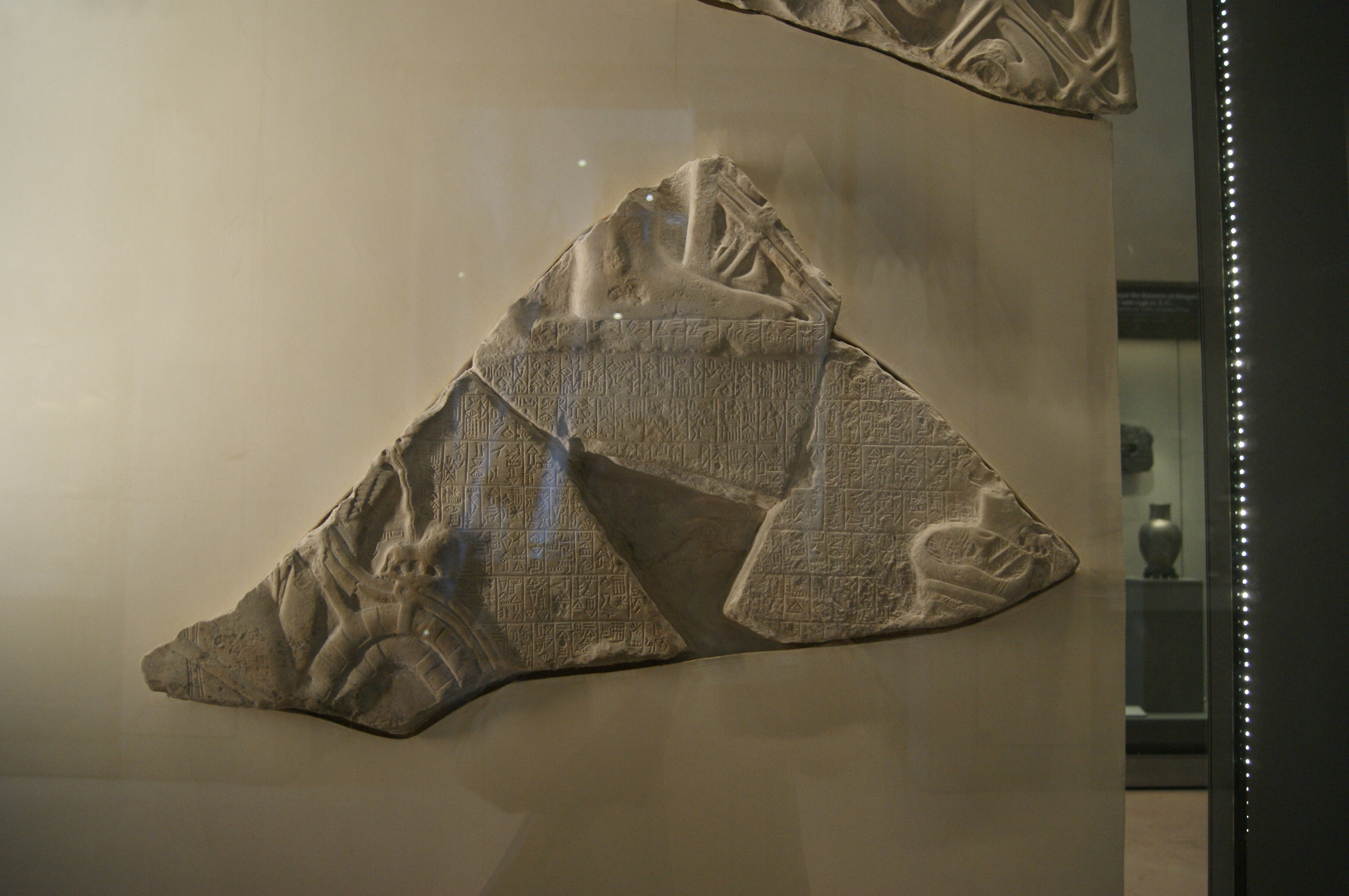
Secondo registro con il dio Ningirsu che guida un carro

### Lato storico
Il lato storico è diviso in quattro registri orizzontali.
 Del registro superiore fa parte il frammento che mostra degli avvoltoi, dai quali deriva il nome della stele, che aleggiano su resti umani asportandone gli occhi e le teste. Lo spettatore è portato a pensare che questi resti appartengano ai soldati della città nemica di Umma, sconfitta dal re Eannatum di Lagash, che fece erigere la stele. Un secondo frammento è più completo e mostra le truppe di Lagash che avanzano, armate di lance e scudi, calpestando i corpi dei loro nemici, con il loro re (ensi) Eannatum alla testa. Nel terzo frammento di questo registro sono rappresentati i nemici già sconfitti. Questi, cioè i soldati della città di Umma, sono rappresentati nudi, legati, ammucchiati l'uno sull'altro. C'è dunque una profonda dicotomia, nella stele, fra il modo in cui sono rappresentate le potenti truppe di Eannatum, ben organizzate ed ordinate, in cui tutti i soldati sono esattamente uguali, schierati in modo preciso, e quello dei soldati di Umma che appaiono più piccoli, sconfitti e disomogenei fra loro. Eannatum è riconoscibile per il suo articolare copricapo, caratteristico dei sovrani di questo periodo. Nel museo di Baghdad è conservata una copia di questo tipo di copricapo, appartenuta al re Meskiagnunna di Ur, dello stesso periodo; si tratta di un elmo d'oro, che riproduce i capelli e le orecchie del re. 

Confronto fra la rappresentazione di Eannatum e Naram-Sim nelle rispettive steli
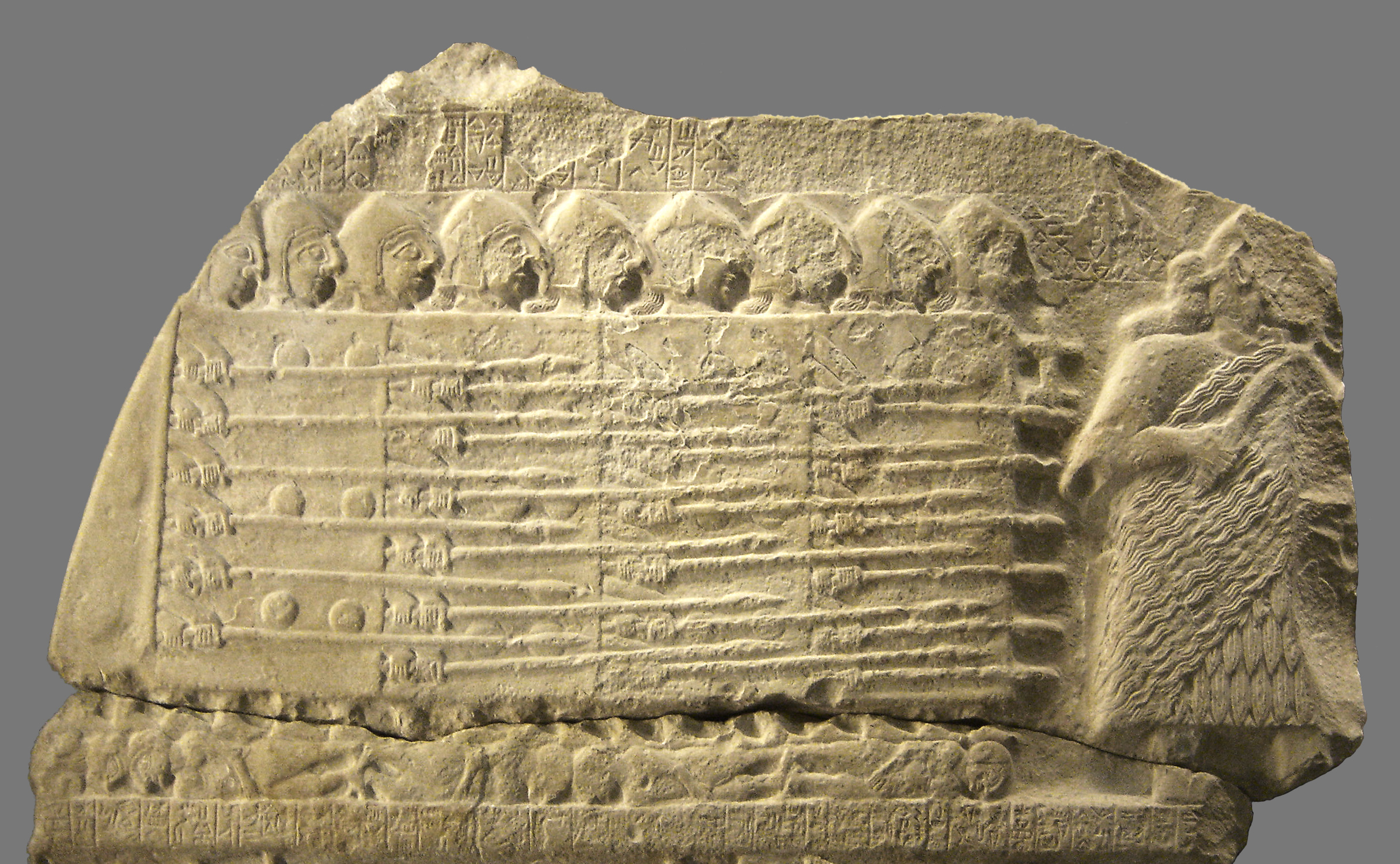
stele degli avvoltoi: Eannatum (stesse dimensioni dei suoi soldati)
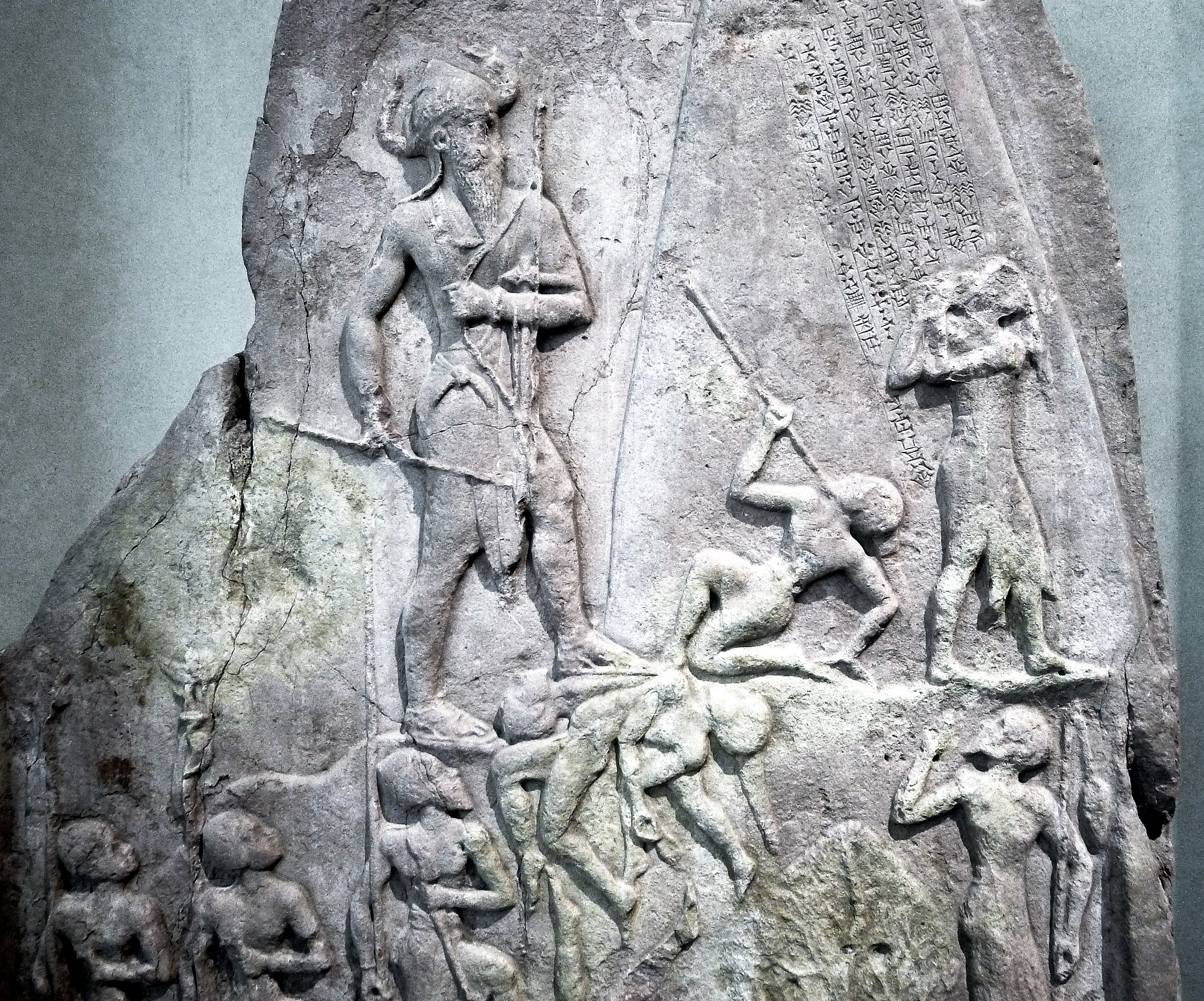
stele della vittoria: Naram-Sin (delle stesse dimensioni di un dio)
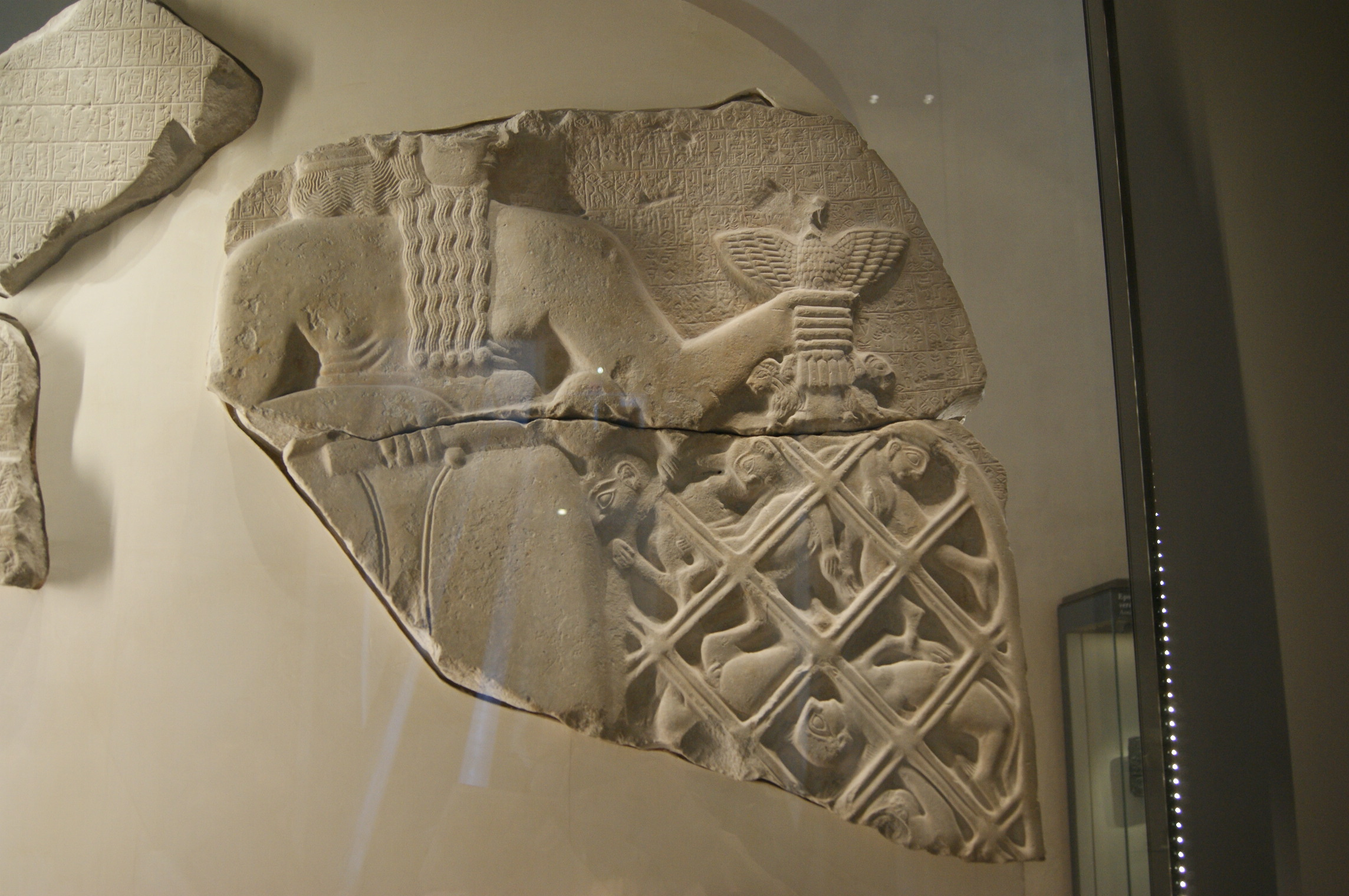
Stele degli avvoltoi: il dio Ningirsu

Nella stele degli avvoltoi, Eannatum, non è rappresentato in dimensioni maggiori rispetto ai suoi soldati, come invece avviene, per Naram-Sin nella citata stele della vittoria. Nel periodo protodinastico sumero, infatti, il potere politico era nelle mani della classe sacerdotale ed il sovrano, era considerato solo un amministratore al servizio del dio cittadino. Questa stele, tuttavia, costituisce una novità perché è la prima conosciuta a glorificare le figura di un sovrano vincitore, se pur subordinato al dio cittadino. L'esaltazione della figura del sovrano fino alla sua deificazione verrà sviluppata in modo significativo solo nel periodo successivo, durante l'Impero di Akkad, come dimostrato dalla stele della vittoria di Naram-Sin.

Il secondo registro vede avanzare nuovamente l'esercito di Lagash con Eannatum alla sua testa. Questi ora è raffigurato sopra un carro da guerra, di cui solo una parte rimane oggi visibile, e si sta preparando a scagliare una lancia in direzione dei soldati di Umma. Il re ed i soldati vestono il tipico abito lungo in ciocche di lana, il kaunakes, raffigurato anche in altre opere dell'epoca (come la tavoletta perforata di Ur-Nanshe).

Nel terzo registro, si svolgono i rituali successivi alla battaglia. I corpi dei morti ammucchiati a sinistra sono coperti da un tumulo la cui costruzione è opera di personaggi che si arrampicano su una scala per scaricare la terra che portano in ceste sul capo. Era infatti uso, dopo la vittoria, lasciare sul campo di battaglia i cumuli formati dai nemici uccisi, ricoperti di terra, come avvertimento contro future aggressioni da parte degli sconfitti, il numero di tali cumuli veniva registrato e citato nelle iscrizioni di vittoria. Nella scena accanto è rappresentato il rituale della vittoria, con un sacerdote nudo che esegue libagioni di fronte a una figura seduta di cui restano solo i piedi, che potrebbero essere del re vincitore o del dio della città.

Del quarto ed ultimo registro è stata ritrovata solo una porzione molto limitata. È visibile solo una lancia tenuta da una mano, che si protende fino a raggiungere la testa di un personaggio situato di fronte nel registro. Probabilmente si tratta del re Eannatum che giustizia il suo avversario, il re di Umma.

Lato storico frammenti
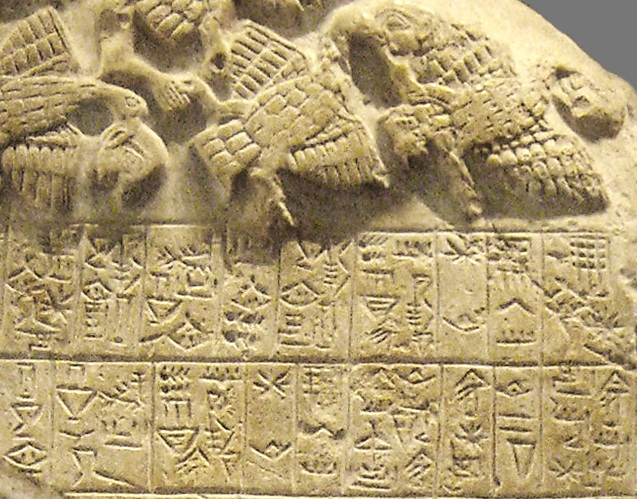
Primo registro con il volo degli avvoltoi
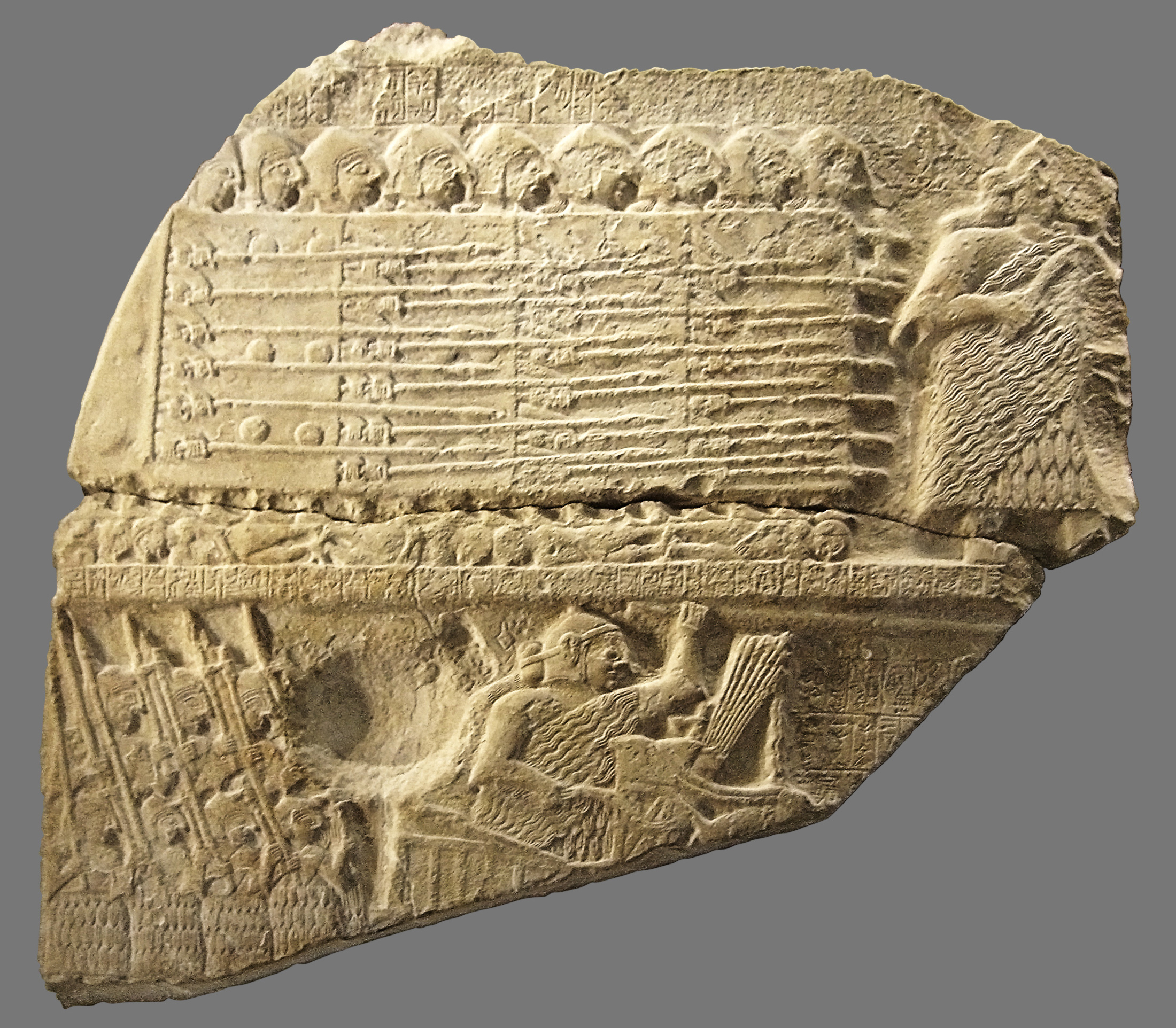
Parte del primo e secondo registro con Eannatum che guida l'esercito
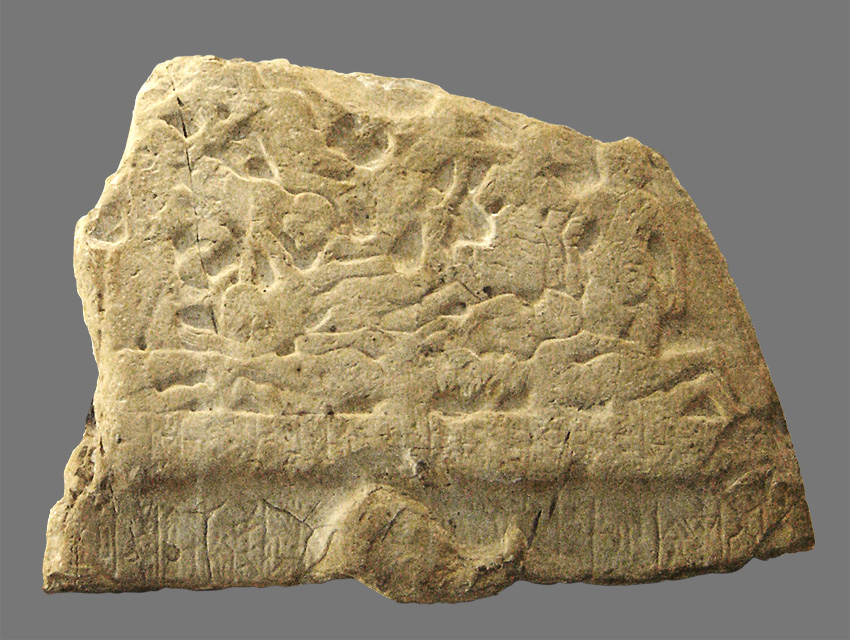
Primo registro con i nemici legati
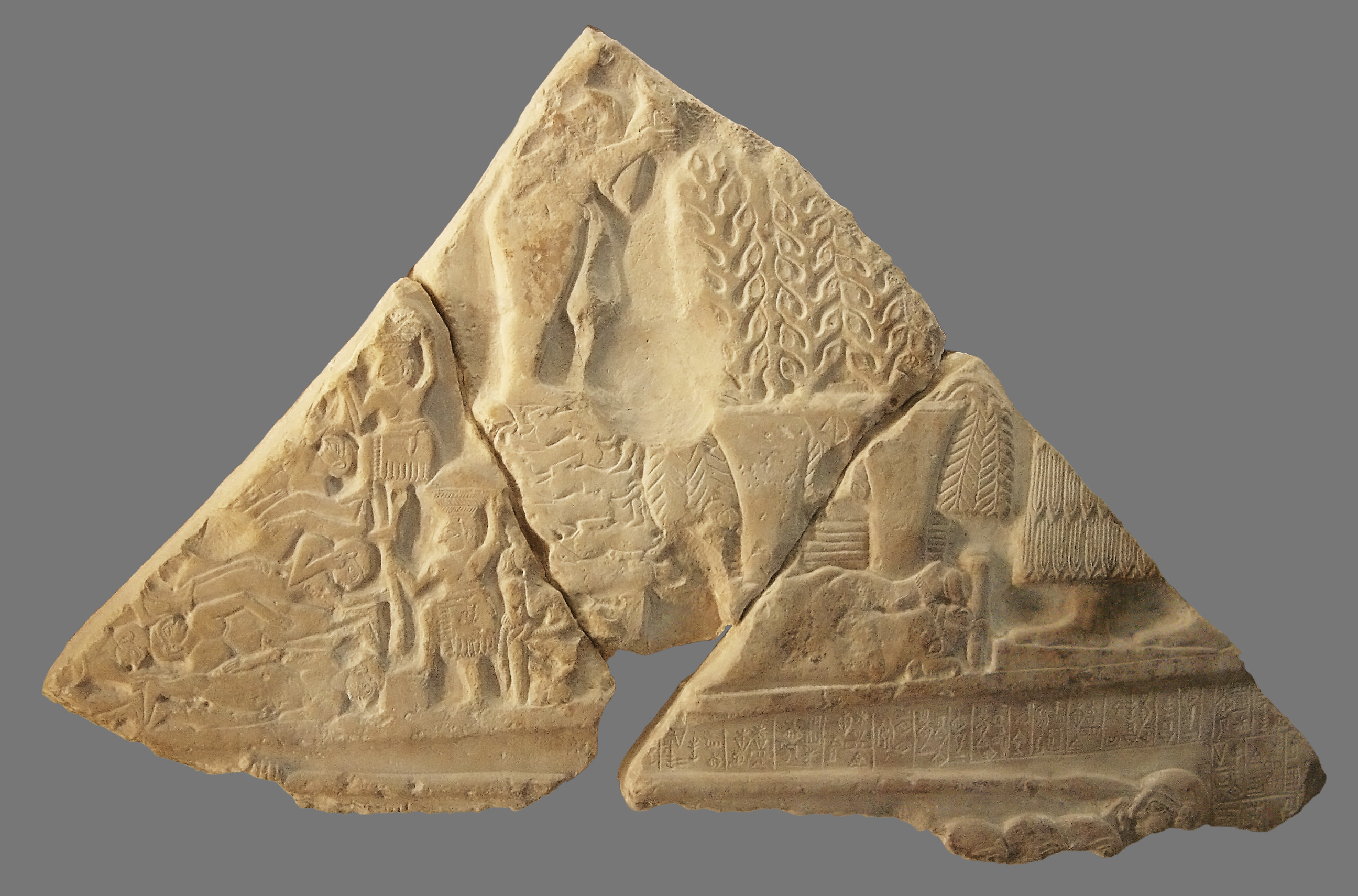
Terzo registro con il piccolo frammento del quarto

### Le iscrizioni della stele

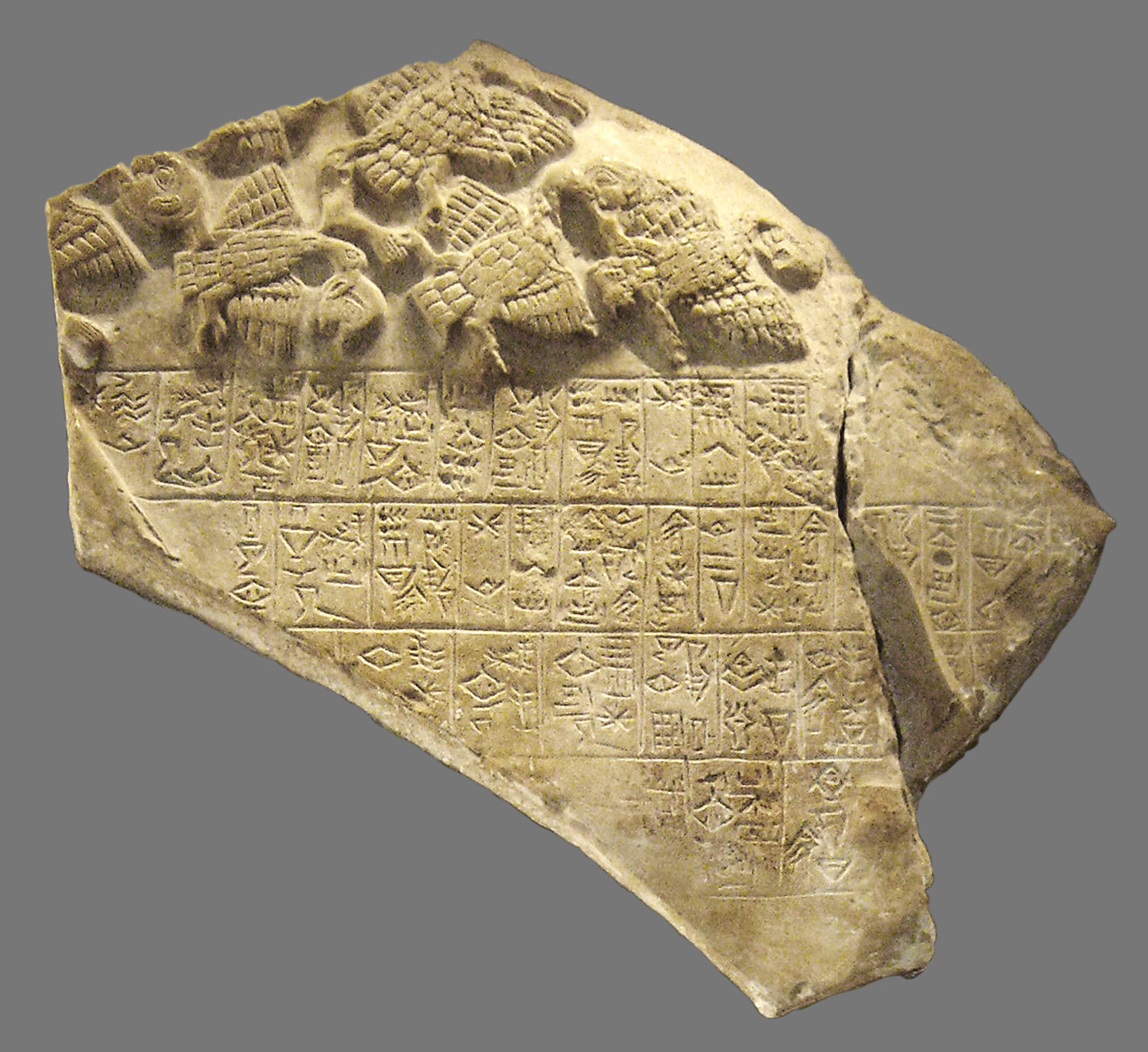
Un frammento della Stele degli avvoltoi, primo registro del lato storico: avvoltoi con nei becchi, teste umane e un frammento di un'iscrizione cuneiforme

Le iscrizioni sulla stele sono mal conservate. Riempiono gli spazi vuoti tra le scene e scorrono con continuità da un lato all'altro. Il testo cuneiforme è scritto in sumero e riferisce che la stele è stata commissionata da Eannatum, Ensi (sovrano) di Lagash, intorno al 2460 a.C.. Su di essa, egli descrive un episodio del lungo conflitto con la città di Umma per il possesso di un fertile terreno agricolo situato tra le due città-stato, la Guedenna. Questa fase si concluse con la battaglia in cui Eannatum, descritto come il prediletto del dio Ningirsu, trionfò sull'esercito di Umma. Probabilmente, stando al testo delle iscrizioni, nel dichiarare la guerra, Eannatum sfruttò l'occasione di un indebolimento dell'alleanza fra le città Umma e di Kish. La battaglia fu dura ed in principio incerta, lo stesso Eannatum rimase ferito. Terminata la battaglia, il signore di Umma, sconfitto, giurò sei volte nel nome di sei diverse divinità, che non avrebbe mai più violato territorio di Lagash, pena la punizione divina. Eannatum, da parte sua, concesse alla città di Umma lo sfruttamento di una parte del terreno conteso dietro pagamento di una tassa, restaurò la stele che delimitava i confini del territorio di Lagash e ne eresse una nuova. Il conflitto però si riaccenderà durante il regno dei successori di Eannatum, affievolendosi e concludendosi solo con la perdita dell'autonomia delle due città sotto il dominio prima dell'impero di Lugalzagesi, poi dell'Impero di Akkad ed infine della terza dinastia di Ur.

## Analisi critica della stele
La Stele degli Avvoltoi è un documento storico di eccezionale importanza e pertanto è stato analizzato da molti storici ed archeologi, che le hanno dedicato numerosi ed approfonditi articoli e testi specifici, alcuni dei quali citati nella bibliografia. Qui segue una sintetica carellata dei vari aspetti, argomenti e caratteristiche della stele, approfondite dagli studi negli anni.

### Aspetto iconografico
La Stele degli Avvoltoi presenta una iconografia di notevole qualità, che riesce a riassumere vari concetti in uno spazio limitato.
 Il primo aspetto iconografico da sottolineare è la dinamicità della raffigurazione. Infatti, soprattutto nel lato storico, non si tratta di immagini statiche, statuarie, ma la stele restituisce la successione temporale degli eventi con una drammaticità che oggi potremmo definire cinematografica, quindi non documentaristica ma narrativa, nel senso che racconta una storia con le immagini, trascendendo e riordinando la realtà storica. Osservando la stele, questi aspetti dinamici risultano evidenti anche per un osservatore moderno. Per esempio, nel registro storico superiore vediamo degli avvoltoi che si calano a dilaniare i cadaveri dei nemici, per poi riprendere il volo; le immagini sono disposte in una sequenza tale da potersi anche interpretare come le fasi del volo di un unico avvoltoio che, con spirali sempre più strette, si avventa sul cadavere del soldato morto, per poi ripartire dopo avergli asportato gli occhi. Questa scena, che è una rappresentazione simbolica dell'orribile fine di chi sceglie di combattere contro l'ordine divino e dovrebbe ragionevolmente trovarsi alla conclusione dell'evento storico, è invece posta all'apice della stele, in grande risalto, immediatamente ben visibile all'osservatore, e non alla fine del racconto. Il monito è ben chiaro anche per un osservatore moderno.

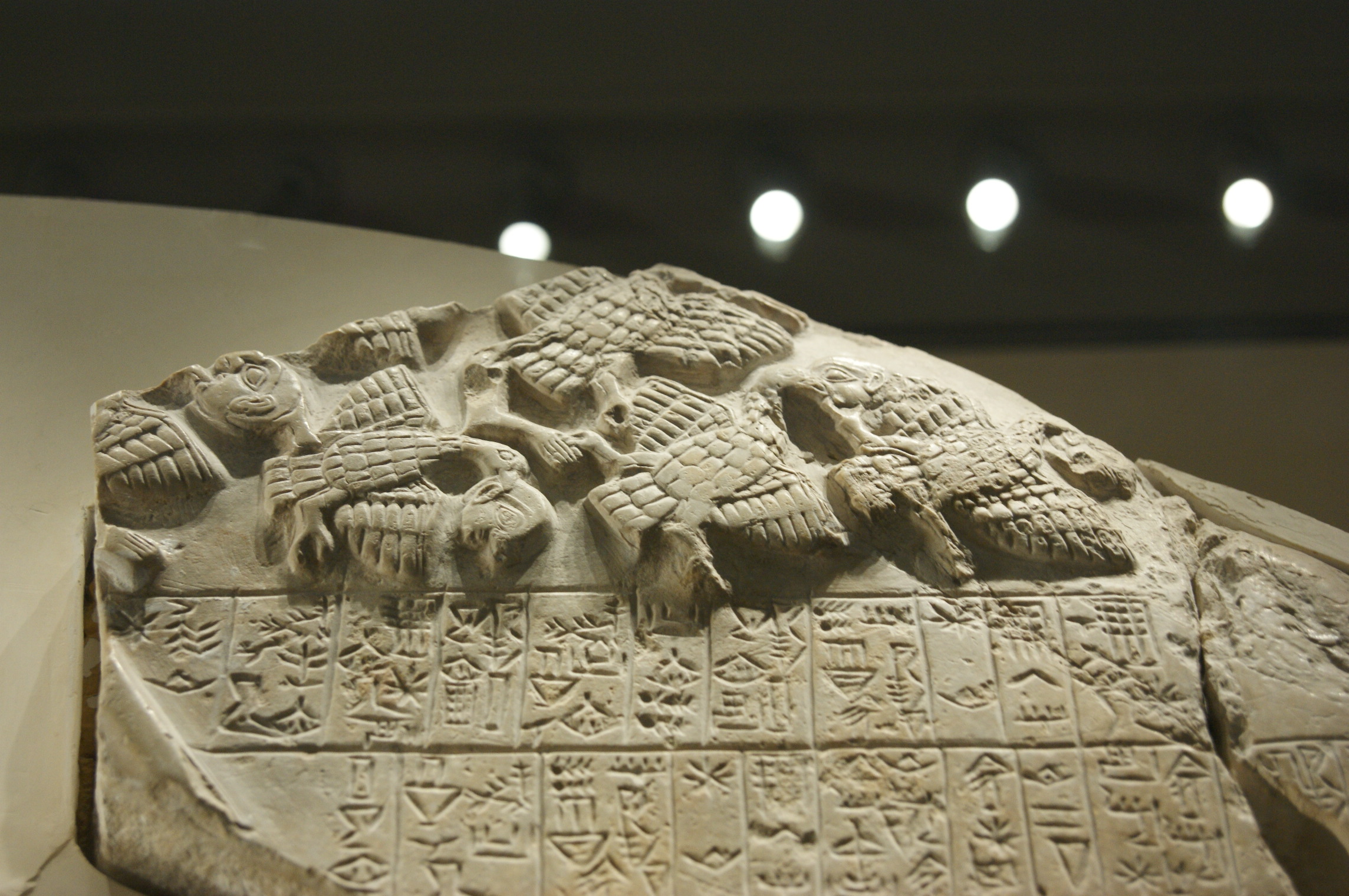
Il volo degli avvoltoi nella prospettiva dell'osservatore del tempo

 Anche le fasi della battaglia sono diversamente descritte, con una parte più statica, dove l'esercito è schierato con gli scudi in posizione ed il re alla sua testa, a piedi, ed una fase più dinamica con i soldati armati di giavellotto, senza gli scudi, che seguono il sovrano che li precede sul carro da guerra. La ripetitività dei soldati schierati in falage, con gli scudi affiancati e le lance protese, in cui le teste non corrispondono in numero e sequenza a quella degli scudi e delle braccia, dà all'osservatore l'idea di un potente numeroso esercito schierato su più linee. Infine, anche nella parte mitologica, il dio Ningirsu è rappresentato in modo statuario ma non statico, infatti partecipa all'azione, colpendo con una mazza il re nemico, che cerca di uscire dalla rete da caccia del dio sostenuta da Anzû.
Un altro aspetto importante da notare è come, nella stele, lo sconosciuto artista, riesca a dare profondità alla scena tramite la sovrapposizione delle immagini, come nella raffigurazione della dea Ninhursag, raffigurata sopra una struttura architettonica, probabilmente un tempio. Un'opera, dunque, iconograficamente potente, che permette anche a distanza di millenni, di calarsi nel dramma della battaglia.
Altro aspetto da osservare è la coerenza iconografica fra i due lati; il lato storico e quello mitologico sono fra loro intimamente legati, sottoindendendo che l'uno dipende dall'altro. Non si tratta di una interpretazione religiosa di un evento storico bellico, ma dello stesso evento, la guerra contro il caos, combattuta contemporaneamente nel mondo divino e nella collegata realtà umana.

### Significato politico-religioso

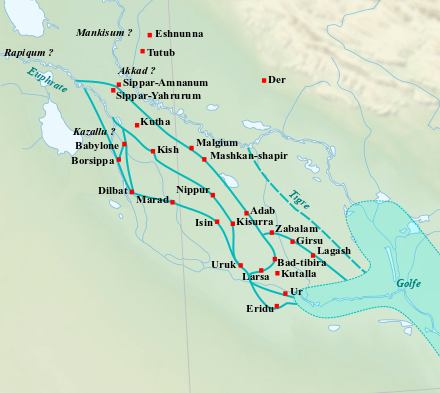
Mappa della bassa Mesopotamia con indicato il terreno della Guedenna, vicino a Girsu

La Stele degli Avvoltoi può essere studiata nei suoi riferimenti politico-religiosi.
Del rapporto fra tempio e sovrano si è accennato sopra nel confronto con la stele della vittoria di Naram-Sin. Ora possiamo aggiungere che, al termine del periodo Protodinastico mesopotamico si accentua lo scontro fra potere palaziale e templare nel sud mesopotamico. Mentre nel nord in maggioranza semita ed urrita il re (Lugal) aveva mantenuto un potere in gran parte autonomo, nel sud il potere e l'amministrazione statale erano gestiti principalmente delle gerarchie templari, da cui provenivano anche i sovrani (ensi). Il progressivo calo del rendimento dei terreni agricoli associato al peso sempre più gravoso delle imposte cittadine avevano impoverito gli agricoltori liberi dei villaggi. Bastavano due anni di raccolti scarsi per costringere gli agricoltori a vendere i terreni famigliari (in teoria inalienabili per legge, ma di fatto venduti tramite accorgimenti legali). Una volta venduti i terreni e privati di un sostentamento autonomo era facile per gli agricoltori contrarre ulteriori debiti fino a divenire, a causa di questi, schiavi. Tutto ciò causava un progressivo malcontento contro le amministrazioni templari, malcontento che i sovrani cercheranno di utilizzare per aumentare la loro autonomia con il consenso popolare, attraverso editti di remissione dei debiti. A Lagash il primo di questi editti ritrovato è del re Entemena (nipote di Eannatum). Nella stele degli avvoltoi ci troviamo in una fase intermedia fra l'antico concetto di sovrano come amministratore soggetto al potere templare (ensi si può tradurre come fattore del dio o direttore dei terreni agricoli) ed il sovrano deificato accadico; infatti Eannatum è rappresentato delle stesse dimensioni dei suoi soldati e più piccolo delle divintà, ma grande risalto viene dato alle sue capacità, al suo coraggio (dopo essere stato gravemente ferito torna a guidare l'esercito alla vittoria) ed al suo legame con il dio protettore di Lagash, Ningirsu.
 Il dio rappresentato nella stele è dunque Ningirsu, figlio di Enlil (patrono di Nippur ed una delle divintà supreme del pantheon sumerico) e della dea Ninhursag in questa versione del mito (sarebbe Ninlil in un'altra versione). Probabilmente anche la dea Ninhursag madre e consigliera del dio è rappresentata nella stele, mentre sorregge lo stendardo con l'Anzû, dietro a Ningirsu che regge la rete con i nemici intrappolati. L'identificazione della dea è possibile osservando la tiara che indossa (formata da due corna rivolte all'indietro, fissate con una fascia fra cui è inserita una maschera con piume), dalle armi che porta e soprattutto dal fatto che regge uno stendardo con l'Anzû (nel mito Ninhursag aiuta Ningirsu a sconfiggere l'Anzû e poi lo libera dagli inferi in cui lo aveva intrappolato lo zio Enki).
Importante, ancora, è ricordare che Ningirsu significa dio protettore di Girsu. Girsu era la città sacra presente nel territorio di Lagash, posta nei pressi del territorio conteso della Guedenna, che viene definito sacro al dio Ningirsu nella stele. I motivi religiosi della contesa risultano così facilmente comprensibili.
Da approfondire, infine, è anche la relazione fra guerra e religione presente nella cultura sumera, come traspare dalla stele degli avvoltoi. Il lato mitologico della stele non ha la funzione di trovare una giustificazione del lato storico (come noi moderni potremmo pensare), ma fra i due lati della stele esiste una stretta interdipendenza. La lotta contro il caos ed il disordine intrapresa dagli dei richiede la partecipazione degli uomini, che vengono reclutati dal dio e combattono al comando del sovrano cittadino, suo rappresentante. Parafrasando von Clausewitz potremmo dire che, per i Sumeri, La guerra non era che la continuazione della religione con altri mezzi. La guerra si può dunque considerare anche come un particolare rituale religioso e così si spiega l'aspetto dei soldati di Lagash che marciano in falange compatta, calpestando i nemici caduti, ma con ordine e traquillità, come durante una funzione religiosa

### Significato storico

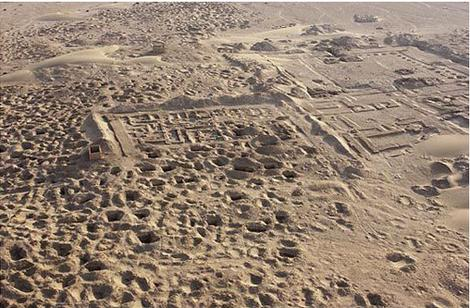
sito dell'antica Umma con i segni di saccheggio durante l'invasione USA

La Stele rappresenta anche un documento storico importante che ci descrive una fase cruciale del lungo conflitto fra le città di Lagash ed Umma per il possesso del territorio della Guedenna, che è paradigmatico dei difficili rapporti fra città confinanti che caratterizzerà tutto il periodo protodinastico III sumerico. Purtroppo conosciamo la storia solo come risulta dai documenti ritrovati a Lagash, il sito di Umma, infatti, è stato saccheggiato e distrutto durante l'occupazione dell'Iraq dopo la guerra del golfo ed ancora oggi durante la guerra in corso.
La Stele è anche un bell'esempio dello stile tipico delle iscrizioni reali sumeriche e dell'iconografia che le accompagnava.
La Stele degli avvoltoi è infine un importante documento di economia internazionale, nelle iscrizioni, infatti, si fa più volte riferimento alla cessione in affitto di parte del territorio della Gu'edenna alla città stato di Umma e degli interessi da pagare in caso di ritardato pagamento e, negli anni successivi, sarà proprio il mancato rispetto di queste clausole economiche a riaccendere il conflitto.

### La stele come rappresentazione di tecniche belliche
La Stele degli avvoltoi è anche la prima rappresentazione nella storia di un esercito schierato in battaglia ed anche per questo motivo è stata oggetto di numerose analisi.

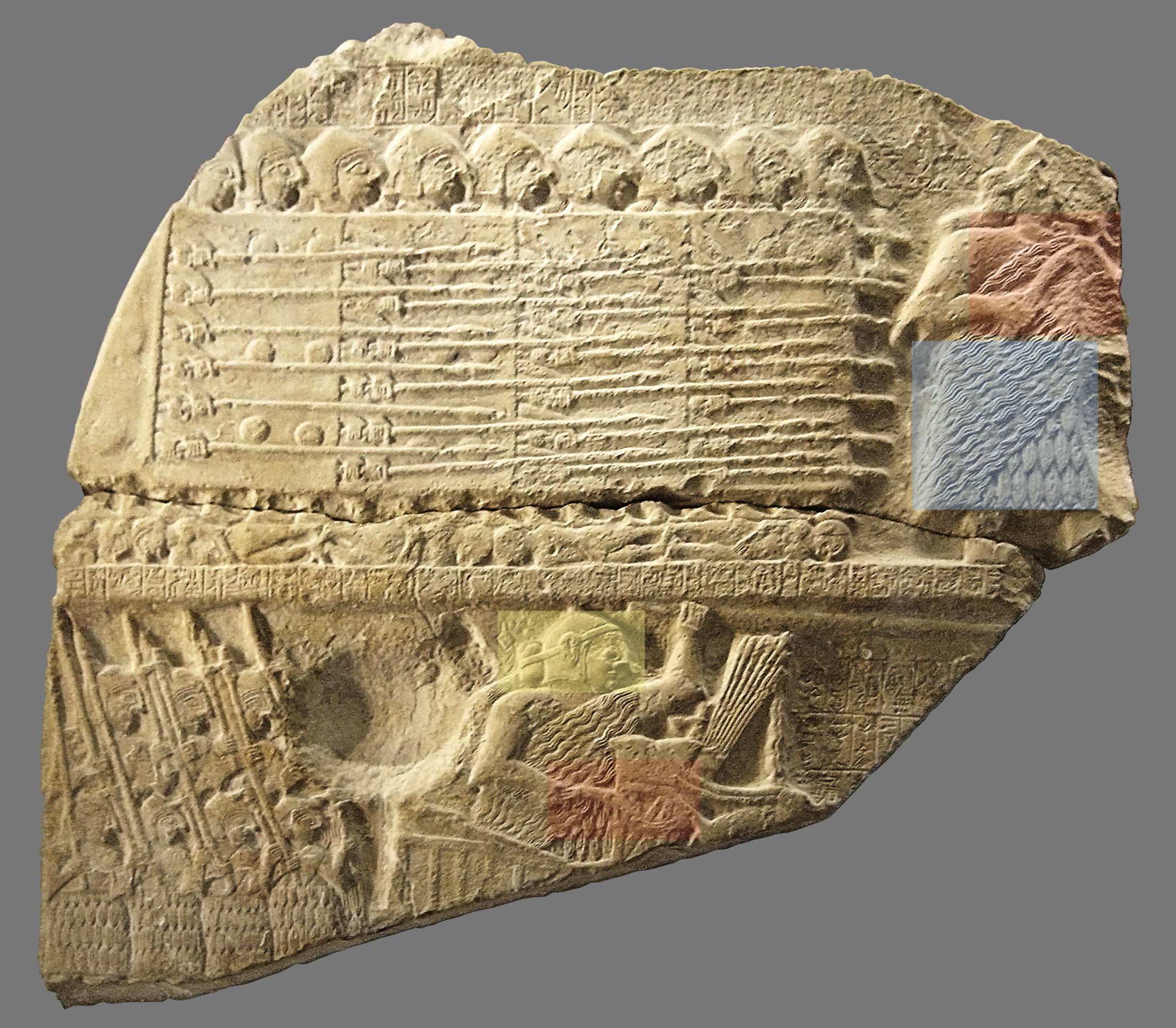
Frammento della Stele degli avvoltoi con evidenziati in rosso le harpai, in giallo il copricapo reale ed in azzurro il kaunakes

L'esercito viene rappresentato con due diversi equipaggiamenti: uno pesante, con i soldati dotati di scudo e lance, avanzanti lentamente in falange serrata (che dunque era una delle disposizioni dell'esercito sumero in battaglia), con un fronte di 11 (9 sono visibili nel frammento e 2 si intuiscono dai piedi sul bordo del frammento) soldati ed una profondità di 6 file, dietro al sovrano appiedato, ed un altro, più leggero, senza scudi, con i soldati che avanzano, più velocemente, dietro al sovrano che li guida su un carro da guerra. Naturalmente si potrebbe trattare sia degli stessi soldati in momenti diversi (con gli scudi in un momento difensivo e lanciati all'attacco dopo essersi alleggeriti) che di due corpi diversi dello stesso esercito, fanteria pesante e fanteria leggera, quest'ultima come appoggio ai carri da guerra. La falange sumera era dunque composta da 66 soldati (probabilmente 60 soldati e 6 ufficiali minori), informazione compatibile anche con il sistema di misura a base 6 utilizzato dai sumeri. Nelle immagini inoltre il re è rappresentato mentre guida l'esercito alla sua testa, a piedi o su un carro da guerra, a seconda delle fasi della battaglia. 

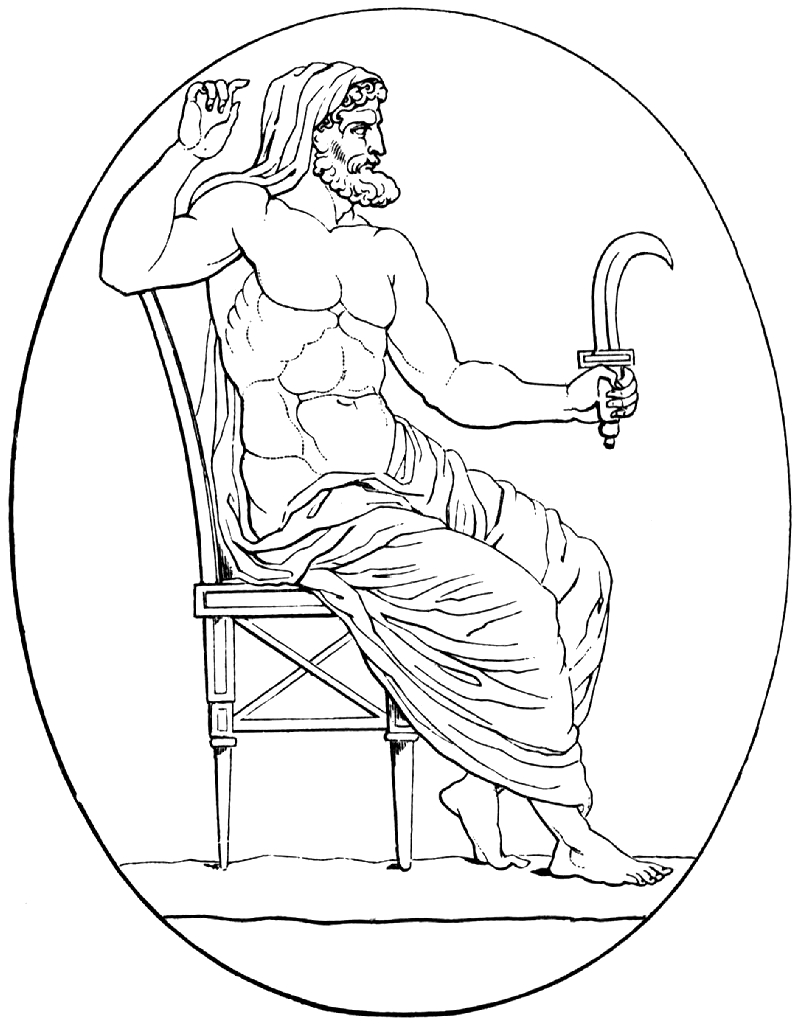
Saturno armato di harpè

Potrebbe anche trattarsi solo di una rappresentazione allegorica, ma è più probabile pensare che il sovrano, proprio perché protetto dal dio cittadino e quindi invincibile, dovesse trovarsi proprio alla testa dell'esercito (ricordiamoci che Eannatum fu ferito da una freccia nella prima fase della battaglia). Nella stele i soldati portano un elmo, probabilmente di rame o, forse, di cuoio. Questa novità nella tecnologia militare renderà presto molto meno efficace la mazza come arma di offesa. Nella stele inoltre sono rappresentati carri da guerra all'opera, altra novità nella tecnica militare. Anche se non si riesce a stabilire chiaramente se, in questo caso, si tratti di carri a due o, più probabilmente, a quattro ruote, si trattava comunque di lenti carri pesanti trainati da onagri e con a bordo un auriga ed un lanciatore di giavellotto, ben rappresentati nello Stendardo di Ur. Difficilmente poteva trattarsi di armi da sfondamento (come sarà poi nell'evoluzione futura) sia per la loro lentezza che per la non adeguatezza degli onagri a questo compito, ma probabilmente servivano a portare in prima linea i lanciatori di giavellotto e fornire poi a loro una base di lancio. 

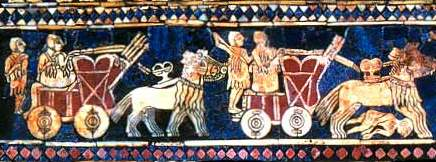
Stendardo di Ur - Carri da battaglia

Mancano completamente nella stele immagini di arcieri anche se nel testo scritto leggiamo che Eannatum fu ferito da una freccia.
Analizziamo ora l'equipaggiamento del sovrano cominciando dalle dotazioni difensive. Del particolare elmo indossato da Eannatum abbiamo già detto, questo è meglio visibile nel secondo registro del lato storico, dove Eannatum è a bordo del carro. Questo copricapo aveva sia una funzione difensiva che quella di identificare il sovrano e quindi il comandante. Eannatum poi, in entrambe le scene, indossa un tipico abito lungo in ciocche di lana, il kaunakes, così come i suoi soldati (nel primo registro l'abito dei soldati è coperto dagli scudi). Era propriamente un abito con la funzione di proteggere i militari dal freddo, ma non offriva protezione contro i colpi del nemico. Vediamo ora le armi offensive. Quando Eannatum guida l'esercito a piedi impugna un harpè, un'arma tra la scimitarra ed un falcetto con la lama sul lato convesso, molto diffusa nel Vicino Oriente antico come arma rituale o arma di personaggi importanti. Quando si trova sul carro è pronto a scagliare un giavellotto con la mano sinistra, ed altri ne ha a disposizione nella faretra di fronte a lui, ma nella mano destra impugna sempre l'harpè, questa volta tenendo la lama rivolta verso il basso.